# VdB 32
vdB 32 est une nébuleuse par réflexion visible dans la constellation du Cocher.
Son identification est facilitée par la présence de la brillante ε Aurigae, une binaire à éclipses dont la magnitude maximale est de 2,92, à partir de laquelle il faut s'éloigner d'environ un demi-degré vers le nord. La nébuleuse réfléchit la lumière de l'étoile BD+44° 1080, de classe spectrale B5V (étoile bleu-blanc) et de magnitude 9,29, ce qui lui confère une couleur bleutée marquée. Les gaz illuminés font partie d'une nébuleuse obscure qui s'étend notamment vers le sud-est, cataloguée LDN 1477, sur 31'.